# Килиу (Горж)
Килиу (рум. Chiliu) насеље је у Румунији у округу Горж у општини Годинешти. Oпштина се налази на надморској висини од 247 m.

## Становништво
Према подацима из 2002. године у насељу је живело 77 становника, од којих су сви румунске националности.